# Boom (藝人)
Boom（韓語：붐，本名：李敏鎬（이민호），1982年5月10日—）是韓國著名電視節目主持人、男歌手、電台DJ和演員，曾出演多部著名綜藝節目及喜劇節目。

## 職業生涯
最初他以Hip Hop歌手身份出道，他在2006年發表個人首張單曲"Boom Up"，以及在2007年發表第二張單曲《질러》。他原是Nu Clear樂隊的一員。
漸漸地他透過出演一些著名綜藝節目而獲得人氣，例如X-Man以及情書。接著他開始主持一些節目包括Mnet《School Of Rock》，以及著名綜藝節目《偶像軍團的紅了！她》、《Star King》以及《香檳》。之後，他成為Boom學院院長，帶領一班偶像進行搞笑情節，成員包括Super Junior的利特、銀赫和神童。
Boom于2009年10月29日正式入伍，其於国防部勤务支持团宣传志愿队中以演艺兵的身份服役22個月後，於2011年8月22日正式退伍。
他發表了一首名為《Boom is Back》的MV以慶祝自己的退伍以及向支持者們表達感謝。
Boom在2011年9月正式回歸《強心臟》並接替入伍服役的希澈成為SBS標準FM《Young Street》的新任DJ。

## 賭博風波
2013年11月10至11日，與李壽根、卓在勳、Tony An、Andy、梁世炯等演藝名人相繼被揭發曾參與非法線上體育博彩遭檢方傳喚，其投注金額達3300萬韓元。對此，Boom於11日開始退出一切演藝工作。14日，首爾中央支檢通報將正式起訴金勇萬、孔啟卓、李壽根、卓在勳、Tony An、Andy、Boom、梁世炯共計8名藝人。28日，首爾中央地區法院判處Boom、Andy罰款500萬韓元，涉案金額較少的梁世炯罰款300萬韓元，10億元以上的李壽根、卓在勳及4億元的Tony An被不拘留起訴。

## 電視出演
- X-Man
- 情書
- School of Rock
- Star King
- 明星金鐘
- 偶像軍團的紅了！她
- 介紹明星的朋友
- 對決唱歌真好
- Line Up
- 老師來了
- 香檳
- 星期天真好－奇蹟的勝負師
- 強心臟
- 我們結婚了
- Secret
- 青春不敗2
- 家族的誕生
- 寄宿房的女兒們
- Cart Show
- 驚人的星期六
- Wanna one go s3
- Eye Contact

## 其他出演

### 電視劇
- 2005年：MBC《彩虹羅曼史》
- 2016年：tvN《Entourage》

## 音樂作品

### 單曲
| 單曲   | 相關資料                                                                                 | 曲目列表                                      |
| ------ | ---------------------------------------------------------------------------------------- | --------------------------------------------- |
| 第一張 | 首張單曲 - 單曲: Boom Up - 格式: CD - 發行日期: 2006年6月26日 - 語言: 韓語               | 1. Boom Up 2. Action 3. 그래서 더 미안해      |
| 第二張 | 第二張單曲 - 單曲: 질러 - 格式: CD - 發行日期: 2007年3月28日 - 語言: 韓語                | 1. 질러                                       |
| 第三張 | 第三張單曲 - 單曲: 붐친구 뉴규쏭 - 格式: 數碼單曲 - 發行日期: 2009年4月16日 - 語言: 韓語 | 1. 붐친구 뉴규쏭 ver.1 2. 붐친구 뉴규쏭 ver.2 |

## 外部連結
- Boom（页面存档备份，存于）在Daum Cafe的頁面 
- Boom的Cyworld專頁